# Platyspathius turneri
Platyspathius turneri är en stekelart som beskrevs av Nixon 1943. Platyspathius turneri ingår i släktet Platyspathius och familjen bracksteklar. Inga underarter finns listade i Catalogue of Life.